# Logique de Łukasiewicz
En mathématique, la logique de Łukasiewicz est une logique polyvalente, non-classique. Elle a été définie à l'origine au début du XXe siècle par Jan Łukasiewicz comme une logique ternaire; elle a ensuite été généralisé à n-valeur (pour tous n fini) ainsi qu'à une infinité de variante à valeurs multiples, les deux sont propositionnelle et du premier ordre. La version ℵ0-valeur a été publié en 1930 par Łukasiewicz et Alfred Tarski; par conséquent, elle est parfois appelée la logique de Łukasiewicz-Tarski. Celle-ci appartient aux classes de logique floue t-norme et de logiques sous structurelles.
Cet article présente la logique de Łukasiewicz[-Tarski] dans toute sa généralité. Pour une introduction élémentaire à l'instanciation ternaire Ł3, voir logique ternaire.

## Langage
Les connecteurs propositionnels de la logique de Łukasiewicz sont l'implication {\displaystyle \rightarrow }, la négation {\displaystyle \neg }, l'équivalence {\displaystyle \leftrightarrow }, la conjonction inclusive {\displaystyle \wedge }, conjonction exclusive {\displaystyle \otimes }, disjonction inclusive {\displaystyle \vee }, disjonction exclusive {\displaystyle \oplus }, et les constantes propositionnelles {\displaystyle {\overline {0}}} et {\displaystyle {\overline {1}}}. La présence de la conjonction et de disjonction est une caractéristique commune des logiques sous-structurelles sans la règle de contraction, à laquelle la logique Łukasiewicz appartient.

## Axiomes
Le système original d'axiomes pour la logique de Łukasiewicz utilise l'implication et la négation comme conjonctions primitifs:
{\displaystyle A\rightarrow (B\rightarrow A)}
{\displaystyle (A\rightarrow B)\rightarrow ((B\rightarrow C)\rightarrow (A\rightarrow C))}
{\displaystyle ((A\rightarrow B)\rightarrow B)\rightarrow ((B\rightarrow A)\rightarrow A)}
{\displaystyle (\neg B\rightarrow \neg A)\rightarrow (A\rightarrow B).}
La logique de Łukasiewicz peut également être axiomatisé en ajoutant les axiomes suivants au système axiomatique de la logique t-norme monoïdale:
- Divisibilité : {\displaystyle (A\wedge B)\rightarrow (A\otimes (A\rightarrow B))}
- Double négation : {\displaystyle \neg \neg A\rightarrow A.}

Les logiques de Lukasiewicz à valeur-fini exigent des axiomes supplémentaires.

## Sémantique des valeurs réelles
La logique de Łukasiewicz est une logique à valeur réelle dans laquelle les calculs de propositions peuvent être affectés d'une valeur de vérité de zéro ou un, mais aussi de nombre réel entre les deux (par exemple 0,25). Les évaluations ont une définition récursive où:
- {\displaystyle w(\theta \circ \phi )=F_{\circ }(w(\theta ),w(\phi ))} pour un connecteur binaire {\displaystyle \circ ,}
- {\displaystyle w(\neg \theta )=F_{\neg }(w(\theta )),}
- {\displaystyle w({\overline {0}})=0} et {\displaystyle w({\overline {1}})=1,}

et où les définitions des opérations tiennent comme suit:
- Implication : {\displaystyle F_{\rightarrow }(x,y)=\min\{1,1-x+y\}}
- Équivalence : {\displaystyle F_{\leftrightarrow }(x,y)=1-|x-y|}
- Négation : {\displaystyle F_{\neg }(x)=1-x}
- Conjonction inclusive : {\displaystyle F_{\wedge }(x,y)=\min\{x,y\}}
- Disjonction inclusive : {\displaystyle F_{\vee }(x,y)=\max\{x,y\}}
- Conjonction exclusive : {\displaystyle F_{\otimes }(x,y)=\max\{0,x+y-1\}}
- Disjonction exclusive : {\displaystyle F_{\oplus }(x,y)=\min\{1,x+y\}.}

La fonction de vérité {\displaystyle F_{\otimes }} (conjonction exclusive) est la t-norme de Łukasiewicz et la fonction de vérité {\displaystyle F_{\oplus }} (disjonction exclusive) est son double t-conorme. La fonction de la vérité {\displaystyle F_{\rightarrow }} est le résidu de la t-norme de Łukasiewicz. Toutes les fonctions de vérité des conjonctions de base sont continues.
Par définition, une formule est une tautologie de la logique de Łukasiewicz, si elle est évaluée à 1 dans l'intervalle [0, 1].

## Lecture supplémentaire
- Rose, A. : 1956, Formalisation du Calcul Propositionnel Implicatif ℵ0 Valeurs de Łukasiewicz, C. R. Acad. Sci. Paris 243, 1183–1185.